# Qīrāt
Der Qīrāt (arabisch قيراط, DMG qīrāt), in europäischen Darstellungen Kirat genannt, war ein Diamantengewicht in Ägypten, Syrien, Algerien und anderen Ländern Nordafrikas und auch eine Längeneinheit in Ägypten.

## Masseneinheit
Die Bezeichnung entspricht dem Karat. Habbe war das Gewicht eines Gerstenkornes. 24 Habbe (Körner) ergaben einen Kirat.
- 1 Kirat = 4 Grän = 16 Quart = 0,207 Gramm

In Marokko gab es Münzen aus Kupfer, die mit Fels (Plural: F’lus) bezeichnet wurden. Der Fels wurde zu 4 Kirat gerechnet. Somit war Kirat die kleinste Kupfermünze.
Der Tschelci als  Gold-, Silber- und Juwelengewicht mit 320,2314 Gramm hatte 1600 Kirat. Für Gold und Silber gab es Abweichungen. Grundlage des Probiergewichte für Gold waren 24 Kirat und für Silber 100 Kirat zu je 4 Grän.

## Längenmaß
Kirat war auch eine Längeneinheit in Ägypten.
- 1 Kirat = 1/24 Pik Mehendaseh = 2,8 Zentimeter[6]

## Flächeneinheit
Als kleinstes Maß des Feddan in Ägypten wird Kirat zur Flächeneinheit und teilt diesen in 24 Einheiten zu je 175 Quadratmeter.